# نظیر حسین
نظیر حسین (انگلیسی: Nazir Hussain؛ ‏ ۱۵ مهٔ ۱۹۲۲ – ۱۶ اکتبر ۱۹۸۷) فیلم‌نامه‌نویس، کارگردان فیلم، بازیگر و تهیه‌کننده فیلم اهل هند بود. وی همچنین برندهٔ جوایزی همچون جایزه فیلم‌فیر شده است.

## گزیدهٔ فیلم‌شناسی
- دو هکتار زمین
- بادبادک
- کانهایا
- من مست هستم
- زن متأهل
- دیوداس
- تربیت
- عصر جدید
- این فقط قلب است
- آنورادها، آقای راستگو
- جوانه کشمیر
- سایه تو
- ارباب، همسر و غلام
- من با شما ملاقات می‌کنم
- پورنیما
- امواج گنگ
- محبت زنده است
- دزد جواهر
- رام و شام
- گهواره چوبی
- بازی
- چشمان
- رقص در موسم باران
- خاموشی
- بمبئی به گوا
- تقدیر
- چالش
- عاطفه
- کرم شب‌تاب
- پدر عزب
- جیب‌بر
- آدم پرهیزکار
- حشیش
- محبوبه
- آمر اکبر آنتونی
- قطار سوزان
- عبدالله
- راجپوت
- مهربانی
- یهودی
- جنتلمنی از بمبئی
- گنگا و جمنا
- داماد
- انسان بیدار
- رهبر
- شریک زندگی من
- عشق من
- سنجش
- راهب عشق
- شاگرد
- خجالتی
- توبه
- پرنده شکاری
- اصلی و بدلی
- اولاد
- خواهر بزرگتر
- خانه جن‌زده
- سایه
- ترازوی تقوا
- شهر عشق